# Orthotrichum notabile
Orthotrichum notabile là một loài rêu trong họ Orthotrichaceae. Loài này được Lewinsky-Haapasaari mô tả khoa học đầu tiên năm 1995.